# 몰타 축구 국가대표팀
몰타 축구 국가대표팀(몰타어: Tim nazzjonali tal-futbol ta' Malta)은 몰타를 대표하는 축구 국가대표팀으로 몰타 축구 협회에서 관리한다. 유럽 축구 약체로 평가되는 팀들 중 하나로 1957년 2월 24일에 오스트리아를 상대로 국제 A매치 데뷔전을 치렀고 덴마크와의 UEFA 유로 1964 예선 예비 라운드에서 국제 대회 데뷔전을 치렀다. 1960년 UEFA 회원국, 1959년 FIFA 회원국이 된 이래로 현재까지 몰타의 메이저 대회 본선 기록은 없지만 UEFA 유럽 축구 선수권 대회 예선과 FIFA 월드컵 예선, UEFA 네이션스리그에는 꾸준히 참여하고 있으며 홈 구장으로는 타알리 국립경기장을 사용하고 있다.

## 국제 대회 경력

### FIFA 월드컵
2022년 FIFA 월드컵 유럽 지역 예선 H조 10경기에서 1승 2무 7패로 몰타 축구 역사상 월드컵 지역 예선 최다 승점 기록을 경신했으나 승률에서 동률이었던 키프로스에 득실차에서 밀리며 최하위 탈출에는 실패했다.

### UEFA 유럽 축구 선수권 대회
UEFA 유로 2008 예선 12경기에서 1승 2무 9패를 기록하며 유로 대회 예선 첫 출전 이후 44년만에 몰타 축구 유로 대회 예선 역대 최고 성적을 남겼고 이 과정에서 10골을 터뜨리며 월드컵과 유로 대회 예선을 통틀어 역대 최다 득점 기록도 갈아치웠다.

### UEFA 네이션스리그

#### 2018-19년 리그 D
유럽 네이션스리그 첫 시즌 리그 D에 편입된 몰타는 아제르바이잔, 페로 제도, 코소보를 상대로 6경기에서 3무 3패·3조 최하위를 기록하며 유럽 네이션스리그 첫 시즌을 마쳤다.

#### 2020-21년 리그 D
전 시즌에 이어 2020-21 시즌에서도 리그 D에서 시작한 몰타는 1조에서 라트비아, 안도라, 페로 제도를 상대로 2승 3무 1패·조 2위로 차기 시즌 리그 C 승격에는 아쉽게 실패했지만 UEFA 주관 대회 역대 최다 승점 기록을 경신했고 또한 이 시즌에서 8골을 터뜨리며 UEFA 유로 2008 예선에 이어 2번째로 가장 많은 득점을 기록했다.

## 기타 국제 대회 경력
지중해 경기 대회에는 3번 참가하여 3번 모두 조별리그에서 탈락했고 자국에서 열렸던 몰타 4개국 국제 축구 대회에서는 2번의 우승컵을 들어올렸고 2번의 준우승도 차지했는데 이는 몰타가 가장 좋은 성과를 거둔 국제 대회인 셈이다.

## FIFA 월드컵 (본선)
| 년도   | 결과      | 순위      | 경기      | 승        | 무*       | 패        | 득점      | 실점      | 승점      |
| ------ | --------- | --------- | --------- | --------- | --------- | --------- | --------- | --------- | --------- |
| 1930년 | 독립 이전 | 독립 이전 | 독립 이전 | 독립 이전 | 독립 이전 | 독립 이전 | 독립 이전 | 독립 이전 | 독립 이전 |
| 1934년 | 독립 이전 | 독립 이전 | 독립 이전 | 독립 이전 | 독립 이전 | 독립 이전 | 독립 이전 | 독립 이전 | 독립 이전 |
| 1938년 | 독립 이전 | 독립 이전 | 독립 이전 | 독립 이전 | 독립 이전 | 독립 이전 | 독립 이전 | 독립 이전 | 독립 이전 |
| 1950년 | 독립 이전 | 독립 이전 | 독립 이전 | 독립 이전 | 독립 이전 | 독립 이전 | 독립 이전 | 독립 이전 | 독립 이전 |
| 1954년 | 독립 이전 | 독립 이전 | 독립 이전 | 독립 이전 | 독립 이전 | 독립 이전 | 독립 이전 | 독립 이전 | 독립 이전 |
| 1958년 | 독립 이전 | 독립 이전 | 독립 이전 | 독립 이전 | 독립 이전 | 독립 이전 | 독립 이전 | 독립 이전 | 독립 이전 |
| 1962년 | 독립 이전 | 독립 이전 | 독립 이전 | 독립 이전 | 독립 이전 | 독립 이전 | 독립 이전 | 독립 이전 | 독립 이전 |
| 1966년 | 없음      | 없음      | 없음      | 없음      | 없음      | 없음      | 없음      | 없음      | 없음      |
| 1970년 | 불참      | 불참      | 불참      | 불참      | 불참      | 불참      | 불참      | 불참      | 불참      |
| 1974년 | 예선 탈락 | 예선 탈락 | 예선 탈락 | 예선 탈락 | 예선 탈락 | 예선 탈락 | 예선 탈락 | 예선 탈락 | 예선 탈락 |
| 1978년 | 예선 탈락 | 예선 탈락 | 예선 탈락 | 예선 탈락 | 예선 탈락 | 예선 탈락 | 예선 탈락 | 예선 탈락 | 예선 탈락 |
| 1982년 | 예선 탈락 | 예선 탈락 | 예선 탈락 | 예선 탈락 | 예선 탈락 | 예선 탈락 | 예선 탈락 | 예선 탈락 | 예선 탈락 |
| 1986년 | 예선 탈락 | 예선 탈락 | 예선 탈락 | 예선 탈락 | 예선 탈락 | 예선 탈락 | 예선 탈락 | 예선 탈락 | 예선 탈락 |
| 1990년 | 예선 탈락 | 예선 탈락 | 예선 탈락 | 예선 탈락 | 예선 탈락 | 예선 탈락 | 예선 탈락 | 예선 탈락 | 예선 탈락 |
| 1994년 | 예선 탈락 | 예선 탈락 | 예선 탈락 | 예선 탈락 | 예선 탈락 | 예선 탈락 | 예선 탈락 | 예선 탈락 | 예선 탈락 |
| 1998년 | 예선 탈락 | 예선 탈락 | 예선 탈락 | 예선 탈락 | 예선 탈락 | 예선 탈락 | 예선 탈락 | 예선 탈락 | 예선 탈락 |
| 2002년 | 예선 탈락 | 예선 탈락 | 예선 탈락 | 예선 탈락 | 예선 탈락 | 예선 탈락 | 예선 탈락 | 예선 탈락 | 예선 탈락 |
| 2006년 | 예선 탈락 | 예선 탈락 | 예선 탈락 | 예선 탈락 | 예선 탈락 | 예선 탈락 | 예선 탈락 | 예선 탈락 | 예선 탈락 |
| 2010년 | 예선 탈락 | 예선 탈락 | 예선 탈락 | 예선 탈락 | 예선 탈락 | 예선 탈락 | 예선 탈락 | 예선 탈락 | 예선 탈락 |
| 2014년 | 예선 탈락 | 예선 탈락 | 예선 탈락 | 예선 탈락 | 예선 탈락 | 예선 탈락 | 예선 탈락 | 예선 탈락 | 예선 탈락 |
| 2018년 | 예선 탈락 | 예선 탈락 | 예선 탈락 | 예선 탈락 | 예선 탈락 | 예선 탈락 | 예선 탈락 | 예선 탈락 | 예선 탈락 |
| 합계   |           |           |           |           |           |           |           |           |           |

## FIFA 월드컵 (예선)
| 1930년 | 독립 이전                                 | 독립 이전                                 | 독립 이전                                 | 독립 이전                                 | 독립 이전                                 | 독립 이전                                 | 독립 이전                                 |                                           |                                           |
| 1934년 | 독립 이전                                 | 독립 이전                                 | 독립 이전                                 | 독립 이전                                 | 독립 이전                                 | 독립 이전                                 | 독립 이전                                 |                                           |                                           |
| 1938년 | 독립 이전                                 | 독립 이전                                 | 독립 이전                                 | 독립 이전                                 | 독립 이전                                 | 독립 이전                                 | 독립 이전                                 |                                           |                                           |
| 1950년 | 독립 이전                                 | 독립 이전                                 | 독립 이전                                 | 독립 이전                                 | 독립 이전                                 | 독립 이전                                 | 독립 이전                                 |                                           |                                           |
| 1954년 | 독립 이전                                 | 독립 이전                                 | 독립 이전                                 | 독립 이전                                 | 독립 이전                                 | 독립 이전                                 | 독립 이전                                 |                                           |                                           |
| 1958년 | 독립 이전                                 | 독립 이전                                 | 독립 이전                                 | 독립 이전                                 | 독립 이전                                 | 독립 이전                                 | 독립 이전                                 |                                           |                                           |
| 1962년 | 독립 이전                                 | 독립 이전                                 | 독립 이전                                 | 독립 이전                                 | 독립 이전                                 | 독립 이전                                 | 독립 이전                                 |                                           |                                           |
| 1966년 | 없음                                      | 없음                                      | 없음                                      | 없음                                      | 없음                                      | 없음                                      | 없음                                      |                                           |                                           |
| 1970년 | 불참                                      | 불참                                      | 불참                                      | 불참                                      | 불참                                      | 불참                                      | 불참                                      |                                           |                                           |
| 1974년 | 6                                         | 0                                         | 0                                         | 6                                         | 1                                         | 20                                        | 0                                         |                                           |                                           |
| 1978년 | 6                                         | 0                                         | 0                                         | 6                                         | 0                                         | 27                                        | 0                                         |                                           |                                           |
| 1982년 | 4                                         | 0                                         | 0                                         | 4                                         | 2                                         | 15                                        | 0                                         |                                           |                                           |
| 1986년 | 8                                         | 0                                         | 1                                         | 7                                         | 6                                         | 25                                        | 1                                         |                                           |                                           |
| 1990년 | 8                                         | 0                                         | 2                                         | 6                                         | 3                                         | 18                                        | 2                                         |                                           |                                           |
| 1994년 | 10                                        | 1                                         | 1                                         | 8                                         | 3                                         | 23                                        | 4                                         |                                           |                                           |
| 1998년 | 10                                        | 0                                         | 0                                         | 10                                        | 2                                         | 37                                        | 0                                         |                                           |                                           |
| 2002년 | 10                                        | 0                                         | 1                                         | 9                                         | 4                                         | 24                                        | 1                                         |                                           |                                           |
| 2006년 | 10                                        | 0                                         | 3                                         | 7                                         | 4                                         | 32                                        | 3                                         |                                           |                                           |
| 2010년 | 10                                        | 0                                         | 1                                         | 9                                         | 0                                         | 26                                        | 1                                         |                                           |                                           |
| 2014년 | 10                                        | 1                                         | 0                                         | 9                                         | 5                                         | 28                                        | 3                                         |                                           |                                           |
| 2018년 | 10                                        | 0                                         | 1                                         | 9                                         | 3                                         | 25                                        | 1                                         |                                           |                                           |
| 합계   | 102                                       | 2                                         | 10                                        | 90                                        | 33                                        | 300                                       | 16                                        |                                           |                                           |
| 순위   | 월드컵 예선 승점 순위 : 170위 (유럽 51위) | 월드컵 예선 승점 순위 : 170위 (유럽 51위) | 월드컵 예선 승점 순위 : 170위 (유럽 51위) | 월드컵 예선 승점 순위 : 170위 (유럽 51위) | 월드컵 예선 승점 순위 : 170위 (유럽 51위) | 월드컵 예선 승점 순위 : 170위 (유럽 51위) | 월드컵 예선 승점 순위 : 170위 (유럽 51위) | 월드컵 예선 승점 순위 : 170위 (유럽 51위) | 월드컵 예선 승점 순위 : 170위 (유럽 51위) |

## UEFA 유럽 축구 선수권 대회
- 1964년 ~ 2020년 - 예선 탈락

### UEFA 유럽 축구 선수권 대회 (예선)
| 1960년 | 독립 이전                  | 독립 이전                  | 독립 이전                  | 독립 이전                  | 독립 이전                  | 독립 이전                  | 독립 이전                  |                            |                            |
| 1964년 | 2                          | 0                          | 0                          | 2                          | 2                          | 9                          | 0                          |                            |                            |
| 1968년 | 불참                       | 불참                       | 불참                       | 불참                       | 불참                       | 불참                       | 불참                       |                            |                            |
| 1972년 | 6                          | 0                          | 1                          | 5                          | 2                          | 16                         | 1                          |                            |                            |
| 1976년 | 6                          | 1                          | 0                          | 5                          | 2                          | 20                         | 3                          |                            |                            |
| 1980년 | 6                          | 0                          | 1                          | 5                          | 2                          | 21                         | 1                          |                            |                            |
| 1984년 | 8                          | 1                          | 0                          | 7                          | 5                          | 37                         | 3                          |                            |                            |
| 1988년 | 8                          | 0                          | 2                          | 6                          | 4                          | 21                         | 2                          |                            |                            |
| 1992년 | 8                          | 0                          | 2                          | 6                          | 2                          | 23                         | 2                          |                            |                            |
| 1996년 | 10                         | 0                          | 2                          | 8                          | 2                          | 22                         | 2                          |                            |                            |
| 2000년 | 8                          | 0                          | 0                          | 8                          | 6                          | 27                         | 0                          |                            |                            |
| 2004년 | 8                          | 0                          | 1                          | 7                          | 5                          | 24                         | 1                          |                            |                            |
| 2008년 | 12                         | 1                          | 2                          | 9                          | 10                         | 31                         | 5                          |                            |                            |
| 2012년 | 10                         | 0                          | 1                          | 9                          | 4                          | 21                         | 1                          |                            |                            |
| 2016년 | 10                         | 0                          | 2                          | 8                          | 3                          | 16                         | 2                          |                            |                            |
| 2020년 | 10                         | 1                          | 0                          | 9                          | 3                          | 27                         | 3                          |                            |                            |
| 합계   | 112                        | 4                          | 14                         | 94                         | 52                         | 315                        | 26                         |                            |                            |
| 순위   | 유로 예선 승점 순위 : 50위 | 유로 예선 승점 순위 : 50위 | 유로 예선 승점 순위 : 50위 | 유로 예선 승점 순위 : 50위 | 유로 예선 승점 순위 : 50위 | 유로 예선 승점 순위 : 50위 | 유로 예선 승점 순위 : 50위 | 유로 예선 승점 순위 : 50위 | 유로 예선 승점 순위 : 50위 |

## 지중해 게임
| 지중해 게임 기록 | 지중해 게임 기록 | 지중해 게임 기록 | 지중해 게임 기록 | 지중해 게임 기록 | 지중해 게임 기록 | 지중해 게임 기록 | 지중해 게임 기록 | 지중해 게임 기록 | 지중해 게임 기록 |
| 년도             | 결과             | 순위             | 경기             | 승               | 무*              | 패               | 득점             | 실점             | 승점             |
| ---------------- | ---------------- | ---------------- | ---------------- | ---------------- | ---------------- | ---------------- | ---------------- | ---------------- | ---------------- |
| 1951년           | 독립 이전        | 독립 이전        | 독립 이전        | 독립 이전        | 독립 이전        | 독립 이전        | 독립 이전        | 독립 이전        | 독립 이전        |
| 1955년           | 독립 이전        | 독립 이전        | 독립 이전        | 독립 이전        | 독립 이전        | 독립 이전        | 독립 이전        | 독립 이전        | 독립 이전        |
| 1959년           | 독립 이전        | 독립 이전        | 독립 이전        | 독립 이전        | 독립 이전        | 독립 이전        | 독립 이전        | 독립 이전        | 독립 이전        |
| 1963년           | 독립 이전        | 독립 이전        | 독립 이전        | 독립 이전        | 독립 이전        | 독립 이전        | 독립 이전        | 독립 이전        | 독립 이전        |
| 1967년           | 비회원국         | 비회원국         | 비회원국         | 비회원국         | 비회원국         | 비회원국         | 비회원국         | 비회원국         | 비회원국         |
| 1971년           | 비회원국         | 비회원국         | 비회원국         | 비회원국         | 비회원국         | 비회원국         | 비회원국         | 비회원국         | 비회원국         |
| 1975년           | 비회원국         | 비회원국         | 비회원국         | 비회원국         | 비회원국         | 비회원국         | 비회원국         | 비회원국         | 비회원국         |
| 1979년           | 비회원국         | 비회원국         | 비회원국         | 비회원국         | 비회원국         | 비회원국         | 비회원국         | 비회원국         | 비회원국         |
| 1983년           | 비회원국         | 비회원국         | 비회원국         | 비회원국         | 비회원국         | 비회원국         | 비회원국         | 비회원국         | 비회원국         |
| 1987년           | 진출 실패        | 진출 실패        | 진출 실패        | 진출 실패        | 진출 실패        | 진출 실패        | 진출 실패        | 진출 실패        | 진출 실패        |
| 1991년           | 진출 실패        | 진출 실패        | 진출 실패        | 진출 실패        | 진출 실패        | 진출 실패        | 진출 실패        | 진출 실패        | 진출 실패        |
| 1993년           | 진출 실패        | 진출 실패        | 진출 실패        | 진출 실패        | 진출 실패        | 진출 실패        | 진출 실패        | 진출 실패        | 진출 실패        |
| 1997년           | 진출 실패        | 진출 실패        | 진출 실패        | 진출 실패        | 진출 실패        | 진출 실패        | 진출 실패        | 진출 실패        | 진출 실패        |
| 2001년           | 진출 실패        | 진출 실패        | 진출 실패        | 진출 실패        | 진출 실패        | 진출 실패        | 진출 실패        | 진출 실패        | 진출 실패        |
| 2005년           | 조별리그         | 9위              | 2                | 0                | 0                | 2                | 0                | 7                | 0                |
| 2009년           | 조별리그         | 11위             | 2                | 0                | 0                | 2                | 0                | 6                | 0                |
| 2013년           | 진출 실패        | 진출 실패        | 진출 실패        | 진출 실패        | 진출 실패        | 진출 실패        | 진출 실패        | 진출 실패        | 진출 실패        |
| 2018년           |                  |                  |                  |                  |                  |                  |                  |                  |                  |
| 합계             | 2회 진출(2/8)    | 조별리그(2회)    | 4                | 0                | 0                | 4                | 0                | 13               | 0                |

## 주요 선수
- 저스틴 헤이버
- 안드레이 아기우스
- 폴 페넥
- 마이클 미프수드
- 스티븐 보그
- 조너선 카루아나
- 잭 머스캣
- 로원 머스캣
- 테디 퇴마

## 역대 감독
| 감독            | 임기        |
| --------------- | ----------- |
| 지크프리트 헬트 | 2001 ~ 2003 |